# Rap del portero
«Rap del portero» o también conocida como El rap de los porteros es una canción perteneciente al grupo de rock argentino Aguante Baretta. Este tema forma parte de su único álbum de estudio Gumersinda Comeback, editado en el año 1995 bajo el sello Talent. 

## Interpretación
La letra explica el día a día de un portero de un edificio, y que es visto como un ser despectivo y despreciable. Esta cómica canción en ritmo de rap y rock fue la única que tuvo un videoclip oficial de la banda. El video intercala una actuación del grupo y en otra con los integrantes molestando a un  portero que es interpretado por el conductor de televisión y escritor Eduardo de la Puente.